# Hylastes ater
Espèce
L'hylésine noir du pin (Hylastes ater) est une espèce d'insectes coléoptères de la famille des Curculionidae, originaire d'Europe.
C'est un insecte ravageur des plantations de conifères.

## Description
L'adulte mesure 3,5 à 4,5 mm de long. Il est de forme cylindrique et de couleur noir ou gris cendré.

## Hôtes
Cette espèce parasite les conifères, notamment les épicéas, mélèzes, sapins, pins et douglas. Les adultes vivent généralement dans des souches fraichement coupées ou à la base d'arbres morts, mais avant d'arriver à maturité sexuelle ils peuvent également s'attaquer aux semis. Ils se nourrissent dans l'écorce interne des plantes, et peuvent fortement mettre en danger de jeunes plantations.

## Répartition
On trouve cette espèce en Europe, et elle a été introduite au Chili, au Japon, en Afrique du Sud, en Australie et en Nouvelle-Zélande.